# Pauträsk
Pauträsk (sydsamiska: Baavrejaevrie) är en by i Storumans kommun. Pauträsk var till och med år 2000 klassad som en småort. Orten ligger vid sjön Pauträsket.
Pauträsk fick ett uppsving då gruvbolaget Dragon Mining 2005–2015 bröt malm i guldgruvan Svartlidengruvan utanför Pauträsk.
Pauträsk är kända för sina midsommardanser, där många kända dansband har spelat.
I september 2024 var 32 personer över 16 år registrerade med Pauträsk som adress.

## Befolkningsutveckling
| Befolkningsutvecklingen i Pauträsk 1950–2024                            | Befolkningsutvecklingen i Pauträsk 1950–2024 | Befolkningsutvecklingen i Pauträsk 1950–2024 | Befolkningsutvecklingen i Pauträsk 1950–2024 | Befolkningsutvecklingen i Pauträsk 1950–2024 |
| ----------------------------------------------------------------------- | -------------------------------------------- | -------------------------------------------- | -------------------------------------------- | -------------------------------------------- |
|                                                                         |                                              |                                              |                                              |                                              |
| År                                                                      |                                              |                                              | Folkmängd                                    | Areal (ha)                                   |
| 1950                                                                    | 1950                                         |                                              | 274                                          |                                              |
| 1960                                                                    | 1960                                         |                                              | 216                                          |                                              |
| 1990                                                                    | 1990                                         |                                              | 64                                           | 26#                                          |
| 1995                                                                    | 1995                                         |                                              | 63                                           | 26#                                          |
| 2000                                                                    | 2000                                         |                                              | 54                                           | 26#                                          |
| 2020                                                                    | 2020                                         |                                              | 30                                           | 26#                                          |
| Anm.: Upphörde som tätort 1965. Upphörde som småort 2005. # Som småort. |                                              |                                              |                                              |                                              |